# 1906 au Manitoba
Chronologie du Manitoba
- 1902
- 1903
- 1904
- 1905
- 1906
- 1907
- 1908
- 1909
- 1910

Cette page concerne des événements d'actualité qui se sont produits durant l'année 1906 dans la province canadienne du Manitoba.

## Politique
- Premier ministre : Rodmond Palen Roblin
- Chef de l'Opposition :
- Lieutenant-gouverneur : Daniel Hunter McMillan
- Législature :

## Naissances
- 1er janvier : Frank Stack, né à Winnipeg et mort le 5 janvier 1987 dans la même ville, est un patineur de vitesse canadien. Il est notamment médaillé de bronze sur 10 000 mètres aux Jeux olympiques d'hiver de 1932.

- 29 mai : Arthur John « Art » Chapman (né à Winnipeg – décédé le 31 décembre 1962 à Long Beach, dans l'état de la Californie aux États-Unis) est un joueur professionnel canadien de hockey sur glace qui évoluait au poste de centre[1].

- 2 décembre : Donald Woods est un acteur d'origine canadienne, naturalisé américain, de son vrai nom Ralph L. Zink, né à Brandon et décédé à Palm Springs (Californie, États-Unis) le 5 mars 1998.